# Paratropus baloghi
Paratropus baloghi är en skalbaggsart som beskrevs av Kanaar 1997. Paratropus baloghi ingår i släktet Paratropus och familjen stumpbaggar. Inga underarter finns listade i Catalogue of Life.